# Pim Verbeek
Pour les articles homonymes, voir Verbeek.
 (décembre 2014).
Si vous disposez d'ouvrages ou d'articles de référence ou si vous connaissez des sites web de qualité traitant du thème abordé ici, merci de compléter l'article en donnant les références utiles à sa vérifiabilité et en les liant à la section « Notes et références ».
Peter Tim Dirk Verbeek, plus connu sous le nom de Pim Verbeek, né le 12 mars 1956 à Rotterdam aux Pays-Bas et mort le 28 novembre 2019, est un entraîneur néerlandais de football. 

## Biographie
Son frère Robert Verbeek est aussi un entraîneur de football.

### Carrière de footballeur
En tant que joueur, il a passé sa carrière aux Pays-Bas, essentiellement avec le Sparta Rotterdam. 

### Carrière d'entraineur
Verbeek fut l'entraîneur-adjoint de l'équipe nationale de football de la Corée du Sud dirigée par Guus Hiddink pendant la coupe du monde de 2002, ainsi que sous Dick Advocaat pendant la coupe du monde de 2006.

#### Corée du Sud
La Fédération sud-coréenne de football lui a fait signer un contrat de deux ans, de sélectionneur national, le 26 juin 2006, jusqu'en 2008. Verbeek a emmené la Corée à une troisième place de la Coupe d'Asie des nations 2007, leur assurant une qualification directe à la Coupe d'Asie des nations 2011. Il a ensuite démissionné de son poste de sélectionneur de la Corée du Sud en juillet 2007 après la Coupe d'Asie des nations, assurant qu'il a eu besoin d'une pause d'entraîneur d'une durée d'environ cinq mois.

#### Australie
Son nom a été mentionné à la tête de la sélection australienne après avoir déclaré qu'il désirait un autre emploi sur le continent asiatique et avait été une première fois annoncé à la tête des Socceroos en 2005. Le 6 décembre 2007, Pim Verbeek devient le nouveau sélectionneur de l'Australie. Pour sa première rencontre, il amène son équipe à une victoire 3 buts à 0 contre le Qatar.
Pendant une interview d'après-match qui a suivi la convaincante victoire contre le Qatar, Verbeek a promis de chanter l'hymne national australien en direct sur la première chaîne australienne, « Advance Australia Fair », à condition que les Socceroos puissent obtenir leur billet pour la  Coupe du monde 2010 en Afrique du Sud. C'était en réponse à une requête du commentateur Simon Hill  sur la connaissance de Verbeek des paroles de l'hymne national, en référence à l'ancien assistant Johan Neeskens, un Néerlandais qui chantait l'hymne national australien avant chaque match de la Coupe du monde 2006. 
Ses opinions sur la qualité du championnat national de l'A-League sont bien connues, décrivant les performances de joueurs locaux comme Archie Thompson et Daniel Allsopp face à l'Indonésie comme « particulièrement désespérantes » et en remettant ouvertement en question la décision de Jason Culina de quitter le PSV Eindhoven pour revenir jouer en A-League. Pim Verbeek a décidé « de quitter » son poste en Australie après la Coupe du monde 2010 en Afrique du Sud.

#### Maroc
Le 8 avril 2010, la Fédération royale marocaine de football nomme Pim Verbeek en tant que directeur sportif des équipes nationales de jeunes. Il prendra ses fonctions le 1er août 2010. Il aura pour tâche le suivi des équipes de jeunes (Équipe olympique du Maroc, U17 et U19) ainsi que la détection et le suivi des joueurs professionnels marocains évoluant en Europe. Le 7 décembre 2011, il réussit à qualifier la sélection marocaine pour les Jeux Olympiques de Londres 2012.

## Style de jeu
Les équipes entraînées par Pim Verbeek emploient généralement deux milieux récupérateurs et un seul attaquant à la pointe de l'attaque. Il a pour philosophie de jeu, un jeu court et patient.
Pim Verbeek a réussi à qualifier l'Australie pour sa troisième apparition personnelle en coupe du monde en 2010, mais a été critiqué pour son style de jeu trop « ennuyant » selon divers médias[Lesquels ?]. Verbeek a répondu que seul le succès collectif compte, et que l'important est d'avoir qualifié l'Australie pour la Coupe du monde.